# Autoridad carismática
La autoridad carismática es un concepto de liderazgo desarrollado por el sociólogo alemán Max Weber. Implica un tipo de organización o un tipo de liderazgo en el que la autoridad deriva del carisma del líder. Esto contrasta con otros dos tipos de autoridad: autoridad legal y autoridad tradicional. Cada uno de los tres tipos forma parte de la clasificación tripartita de la autoridad de Max Weber.
"Carisma" es un término griego antiguo que inicialmente ganó prominencia a través de las cartas de san Pablo en las comunidades cristianas emergentes en el primer siglo. En este contexto, generalmente se refería a un "don" de origen divino que demostraba la autoridad de Dios dentro de los primeros líderes de la Iglesia. Max Weber tomó esta noción teológica y la generalizó, viéndola como algo que los seguidores atribuyen, abriéndola así al uso de sociólogos que la aplicaron a políticos, militares, celebridades y religiosos no cristianos en otros contextos.  Otros términos utilizados son "dominación carismática". y "líderes carismáticos".

## Características

### Carisma
Weber aplica el término carisma a 

cierta cualidad de una personalidad individual, en virtud de la cual se le distingue de los hombres comunes y se le trata como dotado de poderes o cualidades sobrenaturales, sobrehumanos o al menos específicamente excepcionales. Estos son aquellos que no son accesibles para la persona común, pero se consideran de origen divino o ejemplares, y sobre la base de ellos, el individuo en cuestión es tratado como un líder... Cómo la cualidad en cuestión se juzgaría en última instancia a partir de un punto de vista ético, estético o de otro tipo es naturalmente indiferente a los efectos de la definición.

### Autoridad
Weber intercambia autoridad y dominio
Se ha considerado en  sociología el término como indicando el  legítimo o el uso socialmente aprobado del poder. Es el poder legítimo que una persona o un grupo tiene y ejerce sobre otra. El elemento de legitimidad es vital para la noción de autoridad y es el principal medio por el cual la autoridad se distingue del concepto más general de poder. El poder puede ejercerse mediante el uso de la fuerza o violencia. La autoridad, por el contrario, depende de la aceptación por parte de los subordinados del derecho de quienes están por encima de ellos a darles órdenes o directivas. La autoridad carismática es a menudo el más duradero de los regímenes porque el líder es visto como infalible y cualquier acción en su contra será vista como un crimen contra el estado. Los líderes carismáticos eventualmente desarrollan un culto a la personalidad a menudo no por su propia voluntad.
El liderazgo es el poder de difundir una energía positiva y un sentido de grandeza. Como tal, se basa casi por completo en el  líder. La ausencia de ese líder por cualquier motivo puede provocar la disolución del poder de la autoridad. Sin embargo, debido a su naturaleza idiosincrásica y falta de organización formal, la autoridad carismática depende mucho más fuertemente de la  legitimidad percibida de la autoridad que las otras formas de autoridad de Weber. Por ejemplo, un líder carismático en un contexto  religioso podría requerir una creencia indiscutible de que el líder ha sido tocado por Dios, en el sentido de un profeta. Si la fuerza de esta creencia se desvanece, el poder del líder carismático puede desvanecerse rápidamente, que es una de las formas en que esta forma de autoridad se muestra inestable.
En contraste con el uso popular actual del término "líder carismático", Weber veía la autoridad carismática no tanto como rasgos de carácter del líder carismático sino como una relación entre el líder y sus seguidores. La validez de carisma se basa en su "reconocimiento" por parte de los seguidores del líder (o "adeptos" -  Anhänger ).
Su carisma corre el riesgo de desaparecer si es "abandonado por Dios" o si "su gobierno no proporciona ninguna prosperidad a aquellos a quienes domina".

### Carisma rutinario
La autoridad carismática casi siempre pone en peligro los límites establecidos por la autoridad  tradicional (coercitiva) o racional (legal). Tiende a desafiar esta autoridad y, por lo tanto, a menudo se la ve como revolucionaria. Por lo general, esta autoridad carismática se incorpora a la sociedad. De esta manera, el desafío que presenta a la sociedad disminuirá. La forma en que esto sucede se llama "rutinización".
Por rutinización, la autoridad carismática cambia:

La autoridad arismática es reemplazada por una burocracia controlada por una autoridad racionalmente establecida o por una combinación de autoridad tradicional y burocrática.

Es probable que una religión que desarrolle su propio sacerdocio y establezca un conjunto de leyes y reglas pierda su carácter carismático y se mueva hacia otro tipo de autoridad. Por ejemplo, Mahoma, quien tenía autoridad carismática como "El Profeta" entre sus seguidores, fue sucedido por la autoridad y estructura tradicionales del Islam, un claro ejemplo de rutinización.
En política, el gobierno carismático se encuentra a menudo en varios  estados autoritarios,  autocracias, dictaduras y  teocracias. Para ayudar a mantener su autoridad carismática, tales regímenes a menudo establecerán un vasto culto a la personalidad. Cuando el líder de tal estado muere o deja el cargo, y no aparece un nuevo líder carismático, es probable que ese régimen caiga poco después, a menos que se haya vuelto completamente rutinario.

## Sucesión carismática
Debido a que la autoridad está concentrada en un líder, la muerte del líder carismático constituiría la destrucción del gobierno a menos que se hicieran arreglos previos. Una sociedad que enfrenta el final de su líder carismático puede optar por pasar a otro formato de liderazgo o tener una transferencia de autoridad carismática a otro líder por medio de la sucesión.
Según Max Weber, los métodos de sucesión son: búsqueda, revelación, designación por líder original, designación por personal calificado, carisma hereditario y carisma de oficina. Estas son las diversas formas en que un individuo y una sociedad pueden contribuir a mantener la energía y la naturaleza únicas del carisma en su liderazgo.

### Buscar
"La búsqueda de un nuevo líder carismático (tiene lugar) sobre la base de las cualidades que lo capacitarán para el puesto de autoridad". Un ejemplo de este método de búsqueda es la búsqueda de un nuevo Dalai Lama. "Consiste en la búsqueda de un niño con características que se interpretan en el sentido de que es una reencarnación del Buda". Esta búsqueda es un ejemplo de la forma en que un líder carismático original puede verse obligado a "seguir viviendo" a través de un reemplazo.

### Revelación
"En este caso, la  legitimidad del nuevo líder depende de la legitimidad de la técnica de selección". La técnica de selección es el "modus operandi" del proceso de selección. En la antigüedad, se creía que los oráculos tenían acceso especial al "juicio divino" y, por lo tanto, su técnica en la selección se percibía como  legítima. Su elección estuvo imbuida de la autoridad carismática que venía con el respaldo del oráculo.

### Designación por el líder original
De esta forma, se percibe que el titular original de la autoridad carismática ha pasado su autoridad a otro. Un ejemplo es la afirmación de Iósif Stalin de que Vladimir Lenin lo había designado como su sucesor como líder de la URSS. En la medida en que la gente creyó en esta afirmación, Stalin ganó la autoridad carismática de Lenin.

### Designado por personal calificado
Un sucesor (puede ser designado) por el personal administrativo carismáticamente calificado. Este proceso no debe interpretarse como 'elección' o 'nominación'. No se determina simplemente por una mayoría de votos. Unanimidad es a menudo algo requerido. Un ejemplo de caso de esta forma de sucesión es el cónclave papal de  cardenales para elegir un nuevo papa. Los cardenales que participan en el cónclave papal son considerados carismáticamente calificados por sus congregaciones católicas y, por lo tanto, su elección está imbuida de autoridad carismática.

### Carisma hereditario
El carisma puede percibirse como "una cualidad transmitida por herencia". Este método de sucesión está presente en el carisma de Kim Il-sung que se transmite a su hijo, Kim Jong Il. Este tipo de sucesión es una empresa difícil y a menudo resulta en un movimiento hacia la  tradicionalización y  legalización de la autoridad.

### Carisma de oficina
"El concepto de carisma puede ser transmitido por medios rituales de un portador a otro... Implica una disociación del carisma de un individuo en particular, convirtiéndolo en una entidad objetiva y transferible".  Consagración sacerdotal se cree que es un modo a través del cual el carisma sacerdotal para enseñar y realizar otros deberes sacerdotales se transfiere a una persona. De esta manera, los sacerdotes heredan el carisma sacerdotal y posteriormente son percibidos por sus congregaciones como poseedores de la autoridad carismática que viene con el sacerdocio.

## Aplicación de las teorías de Weber
El modelo de Weber de liderazgo carismático que da paso a la institucionalización está respaldado por varios sociólogos académicos.

### Nuevos movimientos religiosos
Eileen Barker analiza la tendencia de los nuevos movimientos religiosos a tener fundadores o líderes que ejercen una considerable autoridad carismática y se cree que tienen poderes o conocimientos especiales. Los líderes carismáticos son impredecibles, dice Barker, porque no están limitados por la tradición o las reglas y sus seguidores pueden otorgarles el derecho de pronunciarse sobre todos los aspectos de sus vidas. Barker advierte que en estos casos el líder puede carecer de responsabilidad, requerir una obediencia incondicional y fomentar la dependencia del movimiento para obtener recursos materiales, espirituales y sociales.
George D. Chryssides afirma que no todos los movimientos religiosos nuevos tienen líderes carismáticos y que existen diferencias en los estilos hegemónicos entre los movimientos que los tienen.

## Narcisismo
Len Oakes, un psicólogo de Australia que escribió una disertación sobre el carisma, hizo que once líderes carismáticos completaran una prueba psicométrica, a la que llamó "lista de verificación de adjetivos", y los encontró como grupo bastante ordinario. Siguiendo al  psicoanalista Heinz Kohut, Oakes argumenta que los líderes carismáticos exhiben rasgos de narcisismo y también argumenta que muestran una cantidad extraordinaria de energía, acompañada de una claridad interior sin obstáculos por las ansiedades y culpa que afligen a la gente más común. Sin embargo, no siguió completamente el marco de autoridad carismática de Weber.

## Tabla de comparación
| 'Tipo de regla '         | Carismático                                        | Tradicional                                      | Legal-Racional |
| ------------------------ | -------------------------------------------------- | ------------------------------------------------ | --- |
| 'Tipo de regla '         | Líder carismático                                  | Personalidad dominante                           | Superiores funcionales o funcionarios burocráticos                                                                          |
| Posición determinada por | Tener una personalidad dinámica                    | Tradición establecida o rutina                   | Autoridad legalmente establecida                                                                                            |
| Gobernado usando         | Cualidades extraordinarias y poderes excepcionales | Cualidades adquiridas o heredadas (hereditarias) | Virtud de normas, decretos y otras reglas y reglamentos establecidos racionalmente                                          |
| Legitimizado             | Victorias y éxitos a la comunidad                  | Tradición o rutina consolidada                   | La creencia general en la corrección formal de estas reglas y quienes las promulgan se consideran una autoridad legitimada. |
| Lealtad                  | Devoción y lealtad personal e interpersonal        | Basado en lealtades tradicionales                | A la autoridad / reglas |
| Cohesión                 | Emocionalmente inestable y volátil                 | Sensación de propósito común                     | Cumplir con las reglas (ver Teoría de la desviación de Merton)                                                              |
| Liderazgo                | Gobernantes y seguidores (discípulos)              | Formas establecidas de conducta social           | Reglas, no gobernantes |